# Sculpture sonore

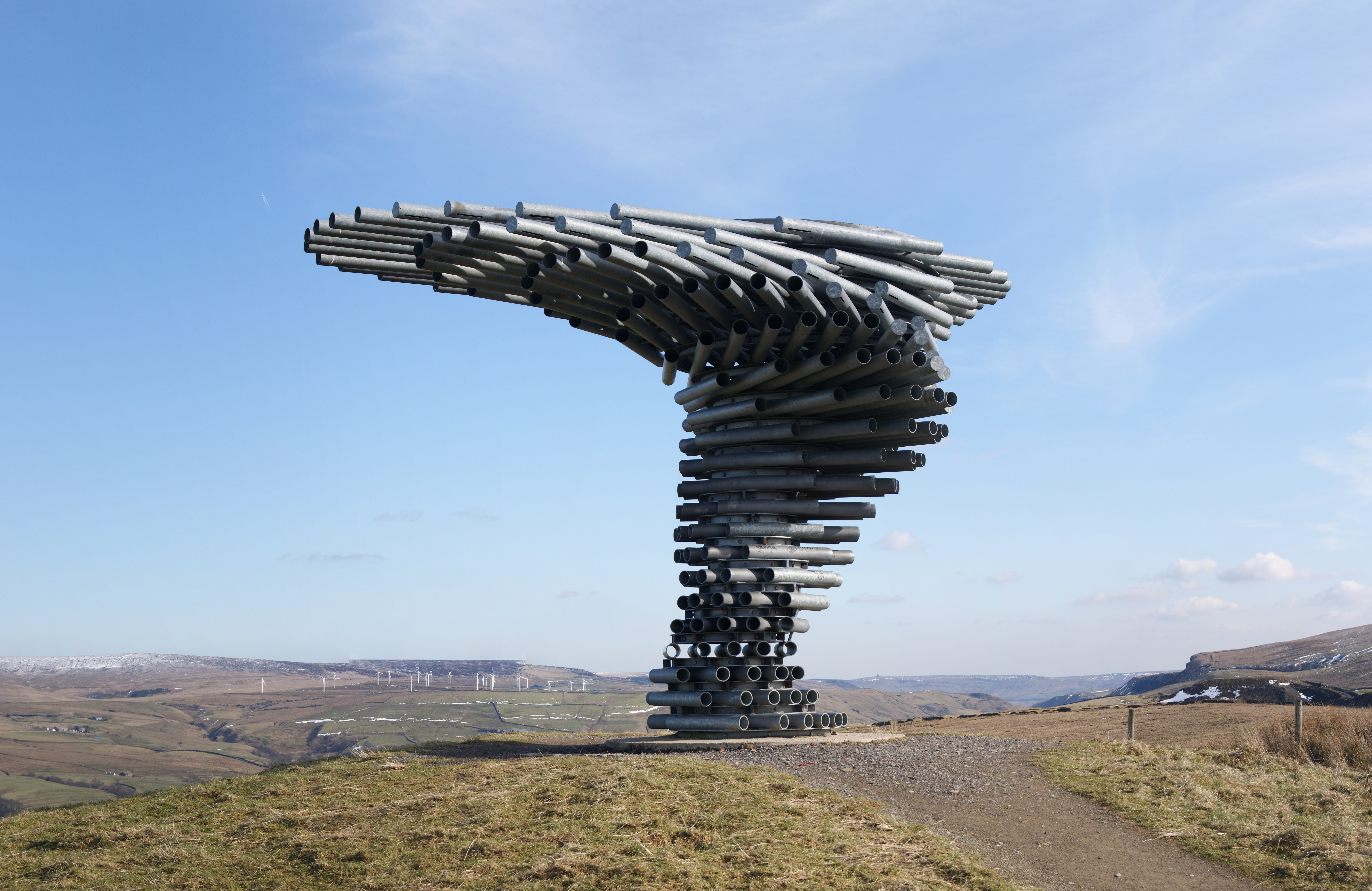
Mike Tonkin et Anna Liu, Singing Ringing Tree (2006) ; sculpture produisant du son avec le vent.

Une sculpture sonore est une sculpture dont l'un des buts est de produire du son. Il s'agit d'une forme d'art sonore se rapprochant de l'instrument de musique, à ceci près qu'une sculpture sonore n'est généralement pas destinée à être manipulée par un musicien, mais produisant des sons de façon indépendante (par l'action du vent, de l'eau, du public, etc.).

## Exemples

### Artistes
Parmi les artistes ayant réalisé des sculptures sonores :
- Miguel Álvarez-Fernández
- Maryanne Amacher
- Bernard Baschet
- Dennis Bathory-Kitsz (en)
- Harry Bertoia
- Alexander Calder
- Mira Calix
- Henry Dagg (en)
- Hugh Davies
- Echo City (en)
- Bill Fontana
- Terry Fox (en)
- Ellen Fullman (en)
- Bernhard Gál (en)
- Rolf Gehlhaar (en)
- Milène Guermont (en)
- Nigel Helyer
- Ryoji Ikeda
- Christopher Janney (en)
- Hans Jenny (en)
- Phil Kline (en)
- Yuri Landman
- Louise Lawler
- Alvin Lucier
- Bruce Nauman
- Hans Otte
- Paul Panhuysen (en)
- Liz Phillips (en)
- Jacques Rémus
- Manuel Rocha Iturbide
- Jean-Robert Sedano et Solveig de Ory
- Stan Shaff (en)
- Derek Shiel (en)
- Jean Tinguely
- Trimpin (en)
- Stephen Vitiello (en)
- Peter Vogel
- Zimoun

### Sculptures
Quelques exemples de sculptures sonores :
- Blackpool High Tide Organ (en), Liam Curtin et John Gooding (2002, Blackpool)
- Monument Sibelius, Eila Hiltunen (1967, Helsinki)
- Tubulophone : (1993) ensemble de sculptures musicales interactives de Jean-Robert Sédano et Solveig de Ory
- Sea organ, Nikola Bašić (2005, Zadar)
- Singing Ringing Tree (en), Mike Tonkin et Anna Liu (2006, Burnley)
- Wave Organ, Peter Richards et George Gonzales (1986, San Francisco)
- M.D.R. (Mur De Rires), Milène Guermont (2011) : sculpture interactive qui est intégrée aux murs extérieurs du gymnase de Sainte Marie de Neuilly. Elle est formée de cinq modules en Béton Cratères (invention de Milène Guermont bénéficiant d’un brevet) et en Béton Polysensoriel. Ce dernier émet des sons de rires en fonction du champ magnétique de la personne qui le touche.

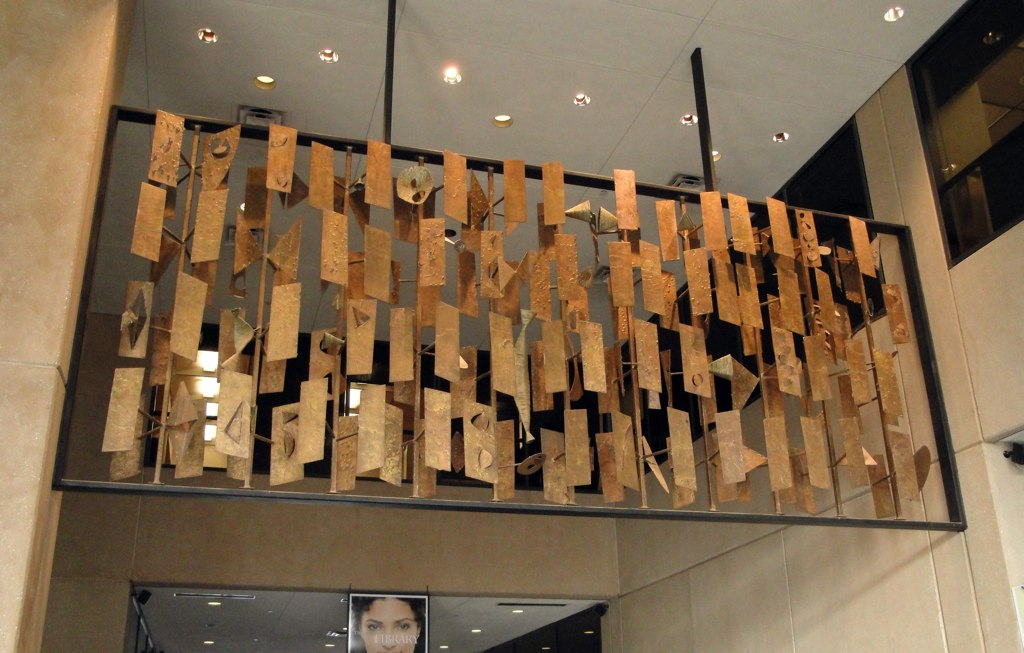
Harry Bertoia, Textured Screen (1954).
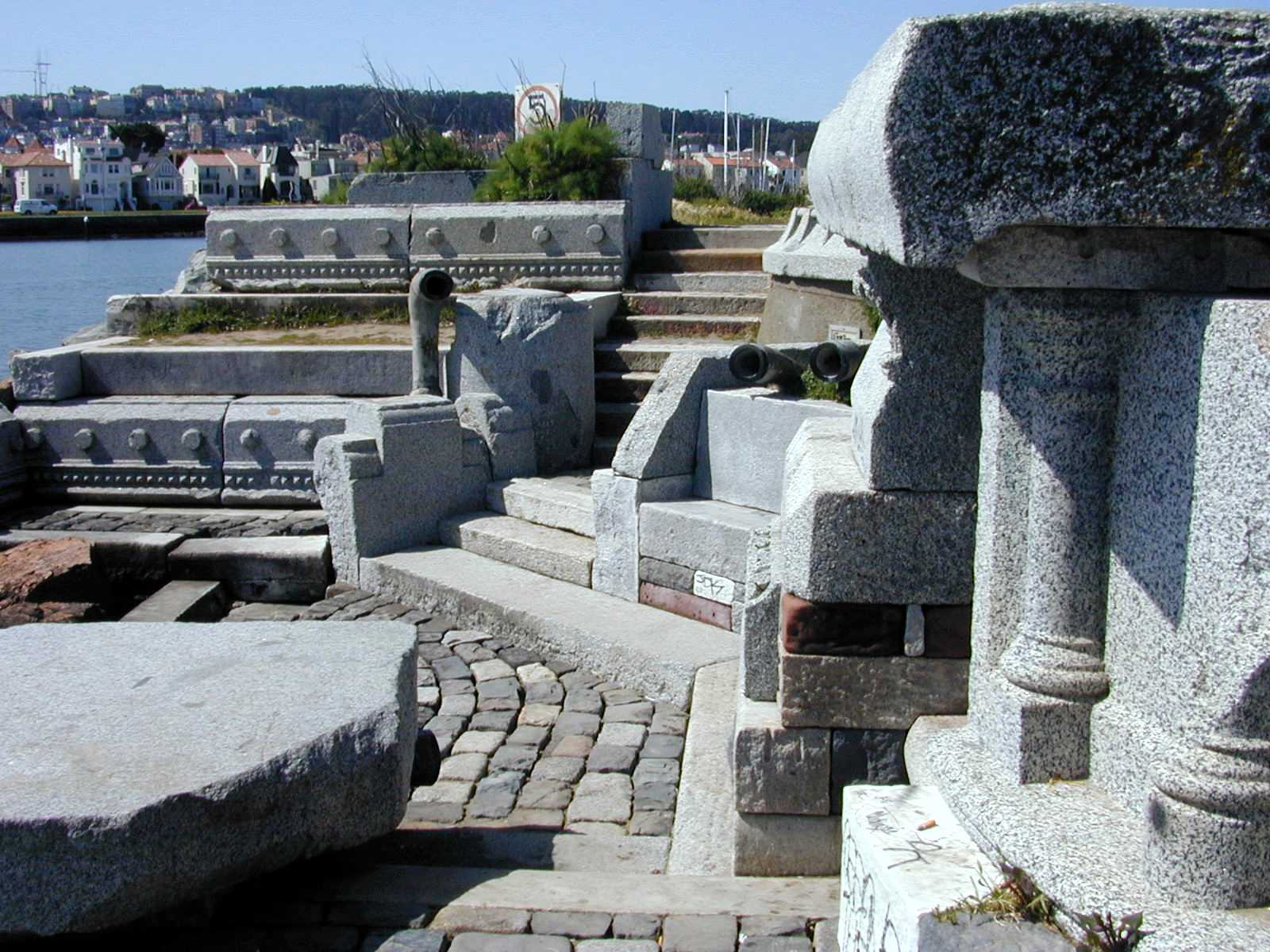
Peter Richards et George Gonzales, Wave Organ (1986).
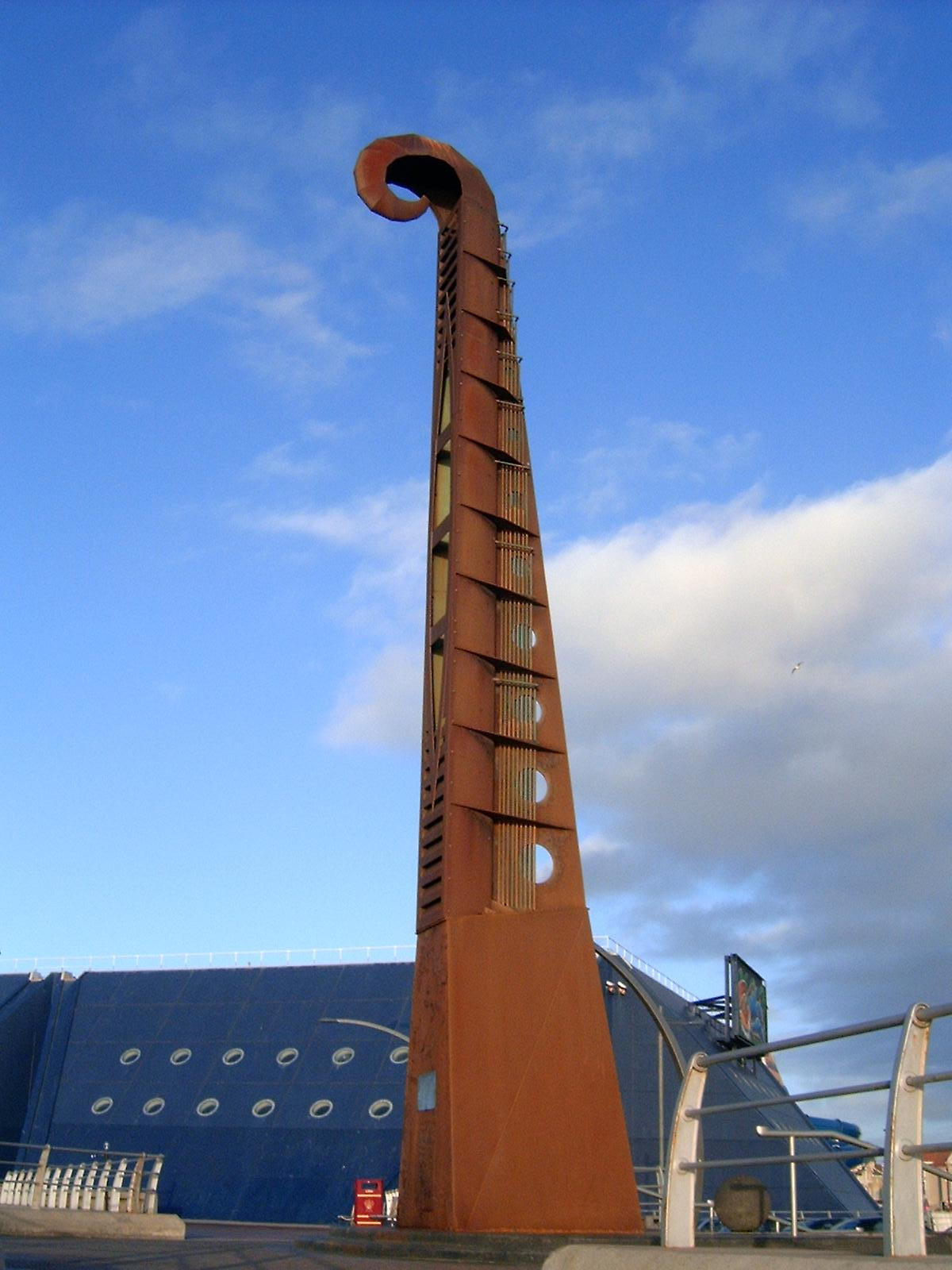
Liam Curtin et John Gooding, Blackpool High Tide Organ (2002).
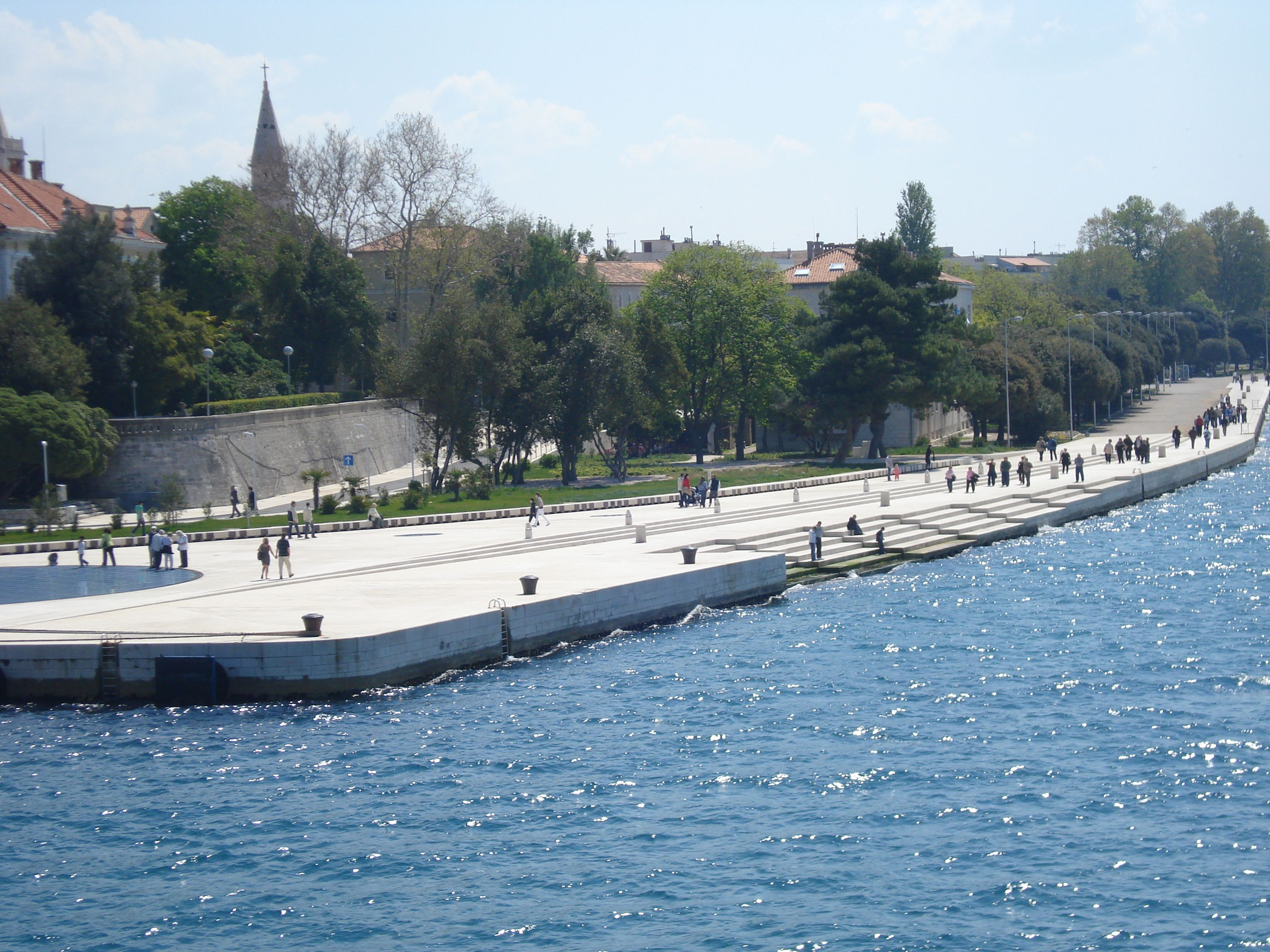
Nikola Bašić, Orgue marin (2005)
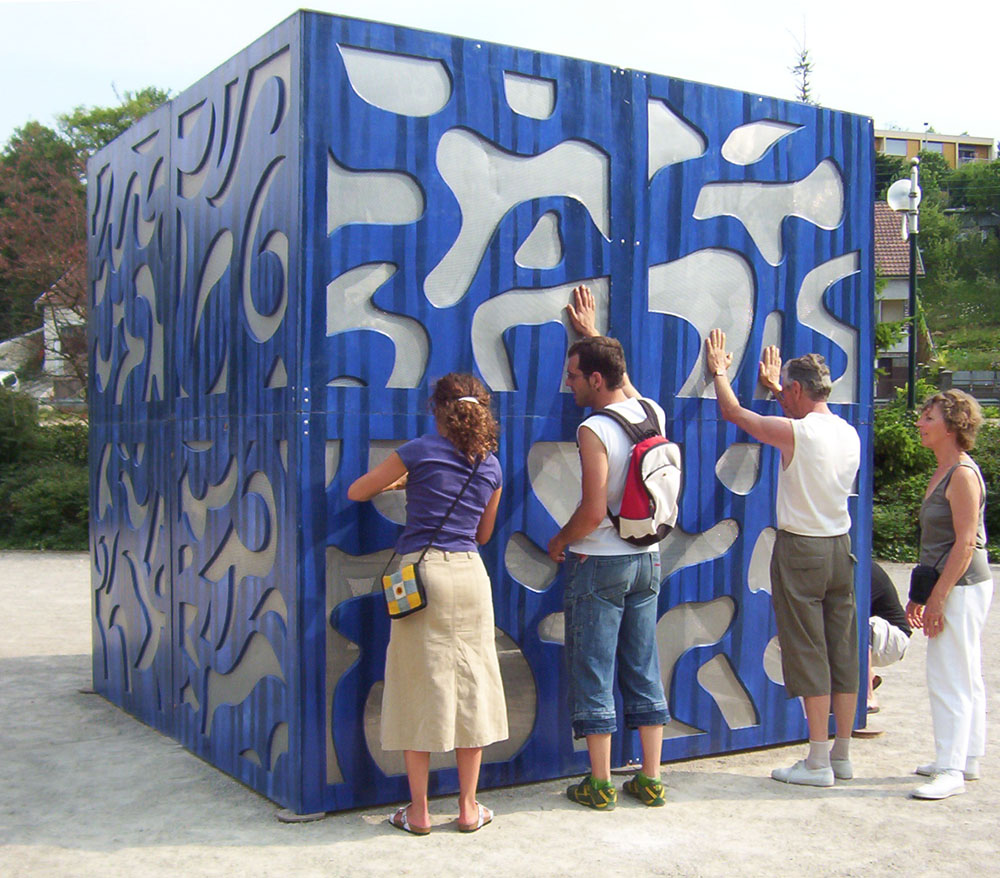
Le Cube, odyssée sonore, sculpture sonore interactive de Jean-Robert Sédano et Solveig de Ory à Montbéliard, (2006).

## Cymatique
À l'inverse, des sculptures conçues pour émettre des sons, les œuvres cymatiques utilisent des sons pour déformer la matière et créer, temporairement, des formes.